# دیگو خواکین پایس
دیگو خواکین پایس (انگلیسی: Diego Joaquín País؛ زادهٔ ۶ ژوئیهٔ ۱۹۷۶) بازیکن فوتبال اهل آرژانتین است.
از باشگاه‌هایی که در آن بازی کرده‌است می‌توان به باشگاه فوتبال هلاس ورونا اشاره کرد.